# Madereck

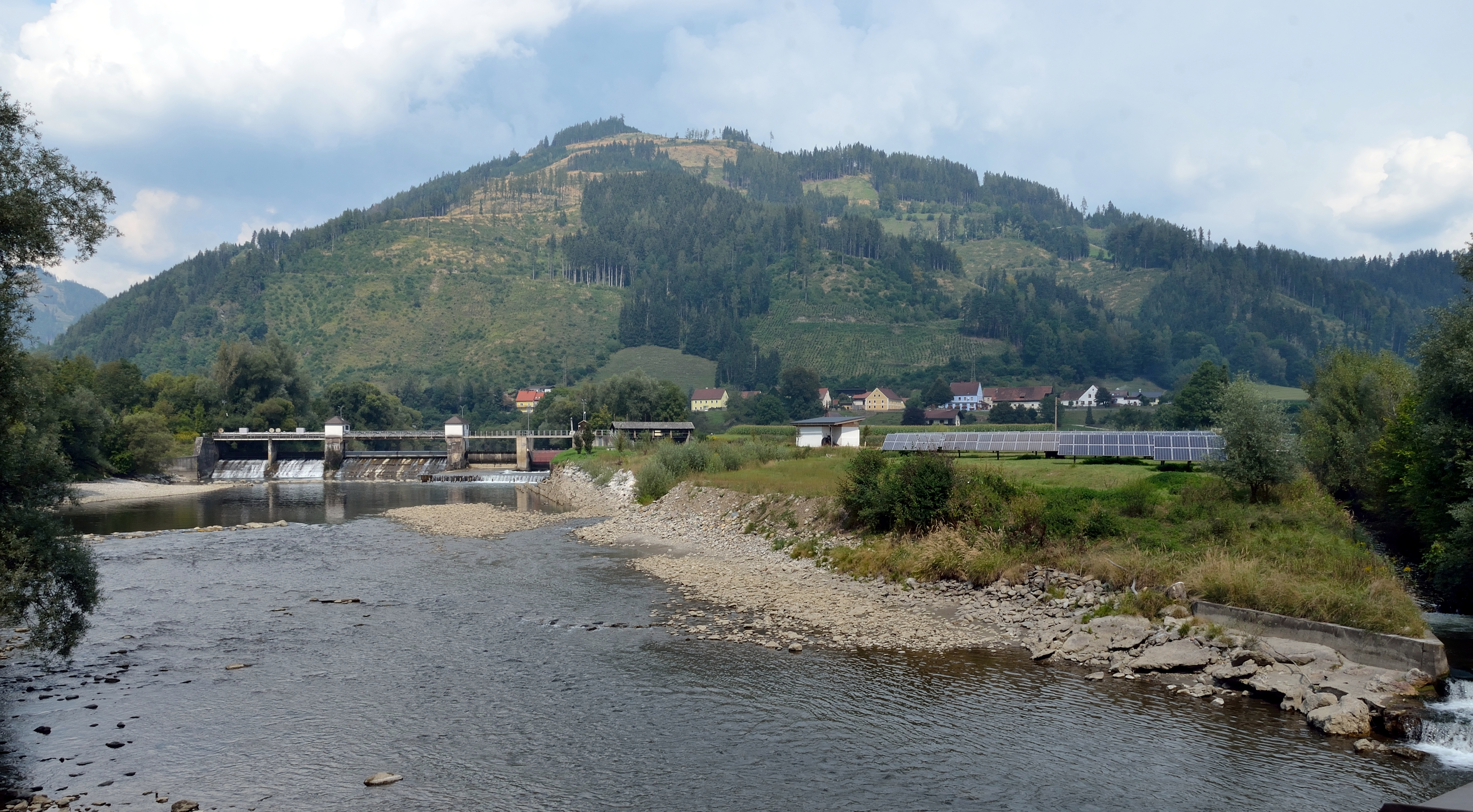
Madereck von der Mur aus gesehen

Das Madereck ist ein 1050 m ü. A. hoher Berg im Nordwesten von Bruck an der Mur. Das Madereck zählt neben dem Brucker Hochanger und dem Rennfeld zu den Hausbergen von Bruck an der Mur. Es ist ein südlicher Ausläufer der Hochschwabgruppe und zählt zur Grauwackenzone.

## Geografie
Der Berg ist großteils bewaldet und nur im Gipfelbereich von einer Bergwiesenlandschaft geprägt.

## Aufstieg
Der Aufstieg erfolgt zumeist vom Brucker Stadtzentrum über den Krecker auf den Gipfel. Zusätzlich ist auch der Weg von der Paulahofsiedlung zum Gipfel beliebt.

## Tourismus
Er gilt als beliebtes Wander- und Mountainbikeziel vor allem für die einheimische Bevölkerung. Unmittelbar unterhalb des Gipfels befindet sich das Almgasthaus Puster.